# ビラートナガル
ビラートナガル(ネパール語：बिराटनगर)はネパール東端のコシ州の州都。
モラン郡に属し、インド国境に近いタライ(テライまたはマデス)平原に位置する。
2011年の人口は20万4949人で、国内4位。
東ネパールの中心都市である。
農業、商業、工業が盛んなことで知られる。
近くのインド国境を出入りする物資の中継地点で、ネパールで最も人口密度が大きい地方の農産物の市場のあるところである。
町の周囲の農村では米やジュートが栽培されている。

## 交通
ビラートナガルは空路と陸路で首都カトマンズと結ばれている。
ビラートナガル空港は東部の丘陵地帯の地域的なハブ空港で、カトマンズとは定期便で結ばれている。
また、陸路として、タライ平原を東西に走るマヘンドラ・ハイウェイが通っている。

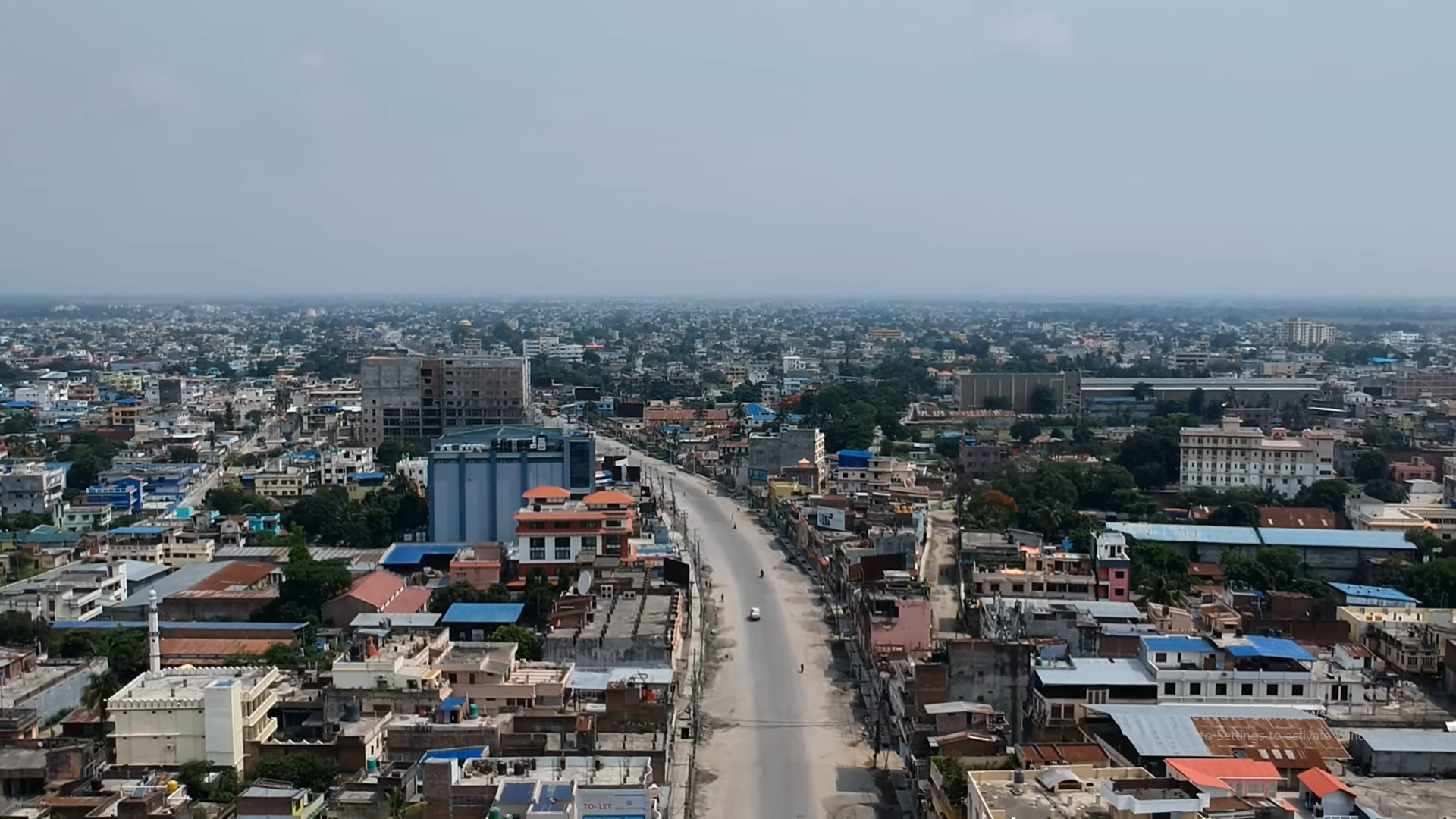

## 文化遺産
- パンチムキ・ハヌマン寺院:5面のハヌマン神（猿神）を祀る。
- サンサーリ・マイスタン寺院：「世界の母の場所」という意味のヒンドゥー教寺院。